# Taksodij
Taksodij (lat. Taxodium), biljni rod drveća iz porodice čempresovki.. To je jedan od tri roda potporodice Taxodioideae i nekadašnje porodice Taxodiaceae
Prema Kew-u, postoji jedna vrsta, to je sjevernoamerički listopadni močvarni taksodij ili Taxodium distichum, dok drugi priznaju još barem jednu vrstu,  meksički taksodij (Taxodium mucronatum), poluzimzeleno drvo iz Meksika i Srednje Amerike
Nekada priznata vrsta Taxodium ascendens Brongn., danas se vodi kao varijetet močvarne taksodije, i priznat je kao T. distichum var. imbricarium (Nutt.) Sarg.
- T. distichum var. imbricarium
- Taxodium mucronatum
- Taxodium distichum, češer
- Taxodium distichum